# Чаймозеро
Чаймозеро — пресноводное озеро на территории Пяжозерского сельского поселения Бабаевского района Вологодской области.

## Общие сведения
Площадь озера — 0,6 км², площадь водосборного бассейна — 21,9 км². Располагается на высоте 222,0 метров над уровнем моря.
Форма озера лопастная, продолговатая: оно почти на два километра вытянуто с северо-запада на юго-восток. Берега каменисто-песчаные, местами заболоченные.
В юго-восточную оконечность Чаймозера впадает Долгручей, вытекающий из Долгозера. Из северо-западной оконечности Чаймозера берёт начало река Оять, левый приток Свири.
Населённые пункты и автодороги вблизи водоёма отсутствуют.
Код объекта в государственном водном реестре — 01040100811102000015456.